# Костромін Георгій Андрійович
Костромін Георгій Андрійович (1921–2007) — радянський військовик часів Другої Світової війни, Почесний громадянин м. Дніпропетровськ (1995).

## Життєпис
Учасник радянсько-фінської війни.
Станом на 1941 — командир роти курсантів Полтавського автотранспортного училища. Двічі тяжко поранений.
У повоєнні роки проходив службу у Збройних Силах, зокрема — заступником командувача 6-ї гвардійської танкової армії. Обирався депутатом Дніпропетровської міської ради протягом двох скликань.